# Giulietta, Romeo e le tenebre
Giulietta, Romeo e le tenebre (Romeo, Julia a tma) è un film del 1960 diretto da Jiří Weiss. Il film è stato premiato al Festival di San Sebastián.

## Trama
Un giovane studente,  Pavel, nasconde una ragazza ebrea di cui è innamorato, Hanka, per proteggerla dalla Gestapo.

## Riconoscimenti
- 1960 – Festival Internazionale del Cinema di San Sebastián
  - Concha de Oro